# Troissy

Troissy este o comună în departamentul Marne, Franța. În 2009 avea o populație de 835 de locuitori.